# Sint-Vincentiuskerk (Gent)
De Sint-Vincentiuskerk is sinds 1925 een kerk in de Belgische stad Gent. De kerk bevindt zich in de Bloemekenswijk, ten noordwesten van het stadscentrum. Het is een neogotische bakstenen kerk met drie beuken en vijf traveeën, ontworpen door Hendrik Geirnaert.
De plaats van de huidige wijk was eeuwenlang een landelijk gebied ten noordwesten van de stadsomwallingen van Gent. Hier bevond zich ook een eerste bidplaats van Wondelgem en stond van de 12e tot 16e eeuw de parochiekerk van Wondelgem. In de 17e eeuw verplaatste het parochiecentrum van Wondelgem zich naar het noorden. Het gebied lag tot diep in de 19e eeuw in de Wondelgemse Meersen. Halverwege de 19e eeuw werd in de buurt het Guislaingesticht en de Gentse Westerbegraafplaats opgetrokken. In 1863 werd hier ook een Verbindingskanaal gegraven en er vestigde zich industrie in de omgeving. Er werden arbeidershuizen gebouwd en het gebied verstedelijkte nu verder.
In 1914 werd de bouwaanvraag ingediend voor het bouwen van een kerk, die in 1925 werd geopend.

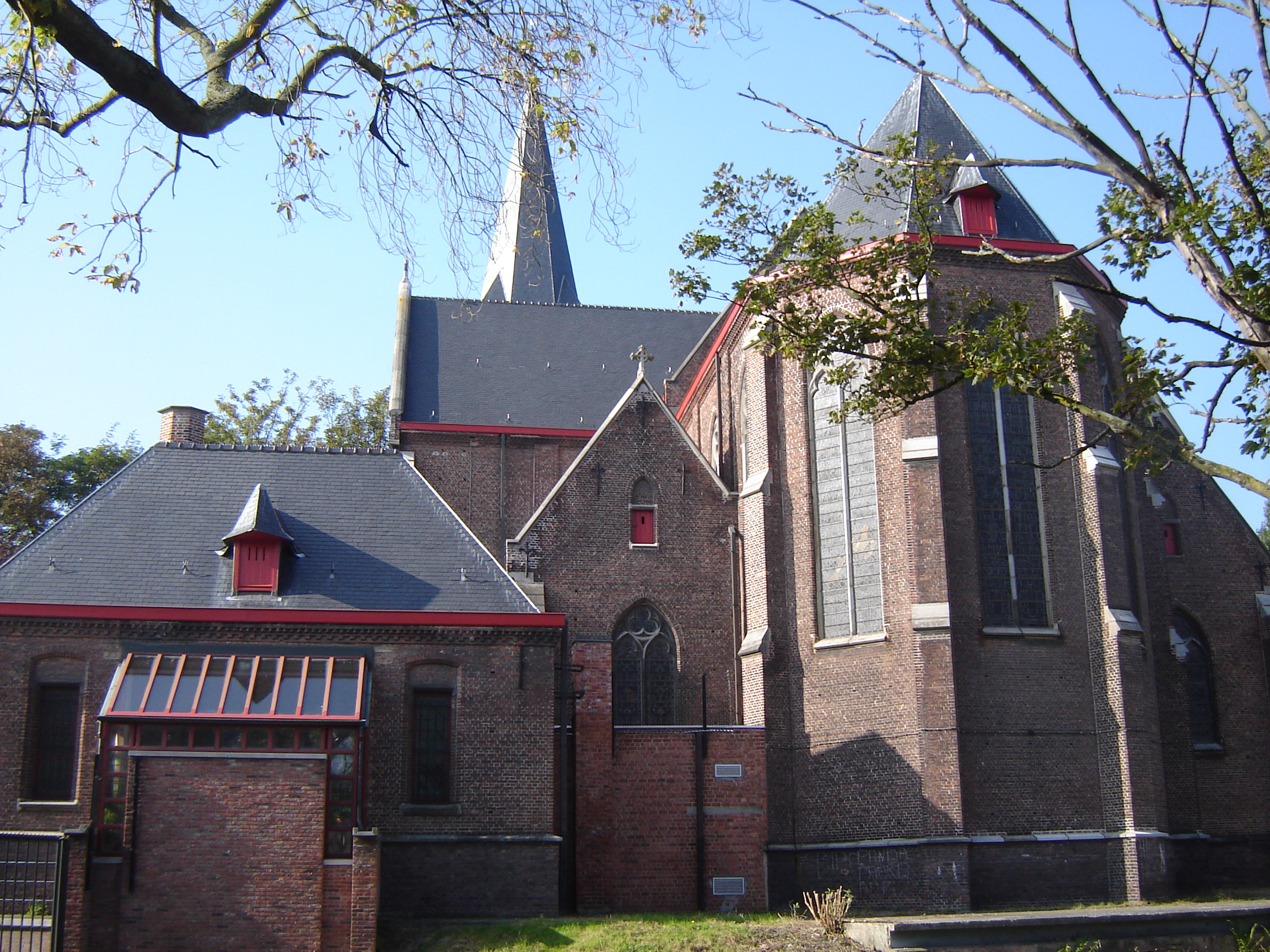
Achterzijde